# ファロウェラ
ファロウェラ (farlowella) は、ナマズ目ロリカリア科ロリカリア亜科ファロウェラ属に分類される魚の総称。ヒモナマズという和名がある。細長い棒状の体をしており、ヒレは小さく目立たない。この姿は枯れ枝に擬態して身を守るためのものである。また、広義のファロウェラはハルッティア族のストリソマ属やラモンティクティス属に分類されるロイヤルファロウェラなど、ファロウェラの名前のついた他の属の種類を含む。プレコやオトシンクルスのようにコケを食べるが、静かな環境でないと長期の飼育は難しい。そのため、アクアリウムにおいてはプレコやオトシンクルスのようにコケを掃除させるために飼育されることは少ない。

## 種類

### ファロウェラ属

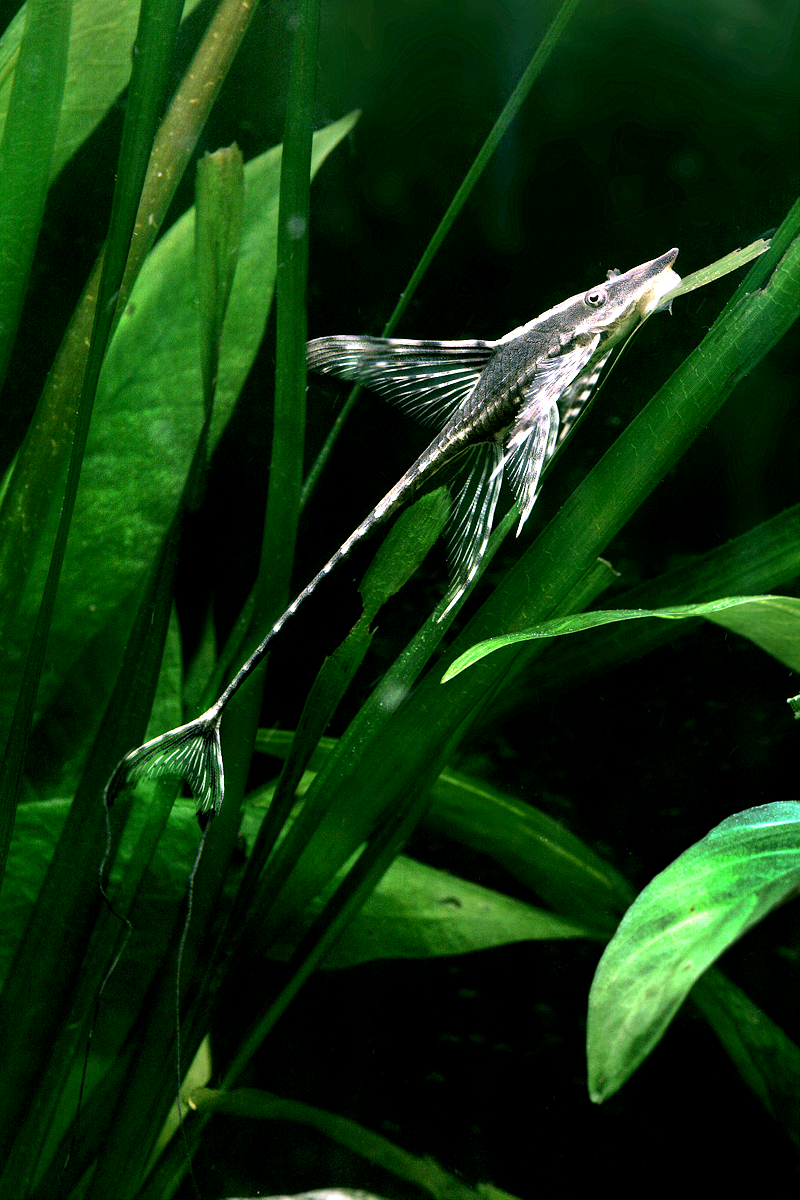
ロイヤルファロウェラ

ファロウェラ・アクス
学名：Farlowella acus
体長20cm。ファロウェラの代表種で、茶色の枝状の体で壁面や流木に張り付いて擬態する。アクアリウムにおいては、本種を含む複数の種類が単に「ファロウェラ」という名前で区別されることなく売られることが多い。

### ハルッティア族
ロイヤル・ファロウェラ
学名：Sturisoma panamense
体長25cm。パナマからエクアドルにかけて分布する。ファロウェラ属の枝状の体を持った種類に比べると体に厚みと幅があり、ロリカリアに近い雰囲気を持っているが、砂地に生息するロリカリアと異なりファロウェラのように流木に張り付く性質が強い。ファロウェラと同様にコケを主に食べているが、体が大きくなるためホウレンソウや植物性の人工飼料を与える必要がある。成長に従ってヒレが長く伸び、美しい姿になる上、他のファロウェラよりも飼育しやすく他魚との混泳も容易なため人気が高い。雌雄のペアが形成されると繁殖も水槽内で可能。
スーパー・ロイヤル・ファロウェラ
学名：Lamontichthys filamentosus
体長30cm。ロイヤルファロウェラに似るが別属のラモンティクティス属に属する。ロイヤルファロウェラと同様にヒレの縁が伸びる。コメットロリカリアとも。

### その他
グリーン・ファロウェラ
学名：Acestridium dichromum
体長13cm。ファロウェラと同じような体型をしているためこの名で呼ばれるが、本来はオトシンクルスに近いヒポプトポマ亜科のアケストリディウム属に分類される。鮮やかな黄緑色をしており、ファロウェラとは異なり緑色の草に擬態していると思われる。